# Nectogalini
Tribu
Nectogalini est une tribu qui regroupe des musaraignes de la famille des Soricidae. Plusieurs espèces de ce groupe ont des mœurs aquatiques.

## Liste des genres
Selon ITIS
- genre Chimarrogale Anderson, 1877
- genre Chodsigoa Kastchenko, 1907
- genre Episoriculus Ellermann & Morrison-Scott, 1966
- genre Nectogale Milne-Edwards, 1870 - le Nectogal élégant
- genre Neomys Kaup, 1829 - les Musaraignes aquatiques
- genre Nesiotites Bate, 1945
- genre Soriculus Blyth, 1854

Selon MSW
- genre Chimarrogale
  - Chimarrogale hantu
  - Chimarrogale himalayica
  - Chimarrogale phaeura
  - Chimarrogale platycephalus
  - Chimarrogale styani
  - Chimarrogale sumatrana
- genre Chodsigoa
  - Chodsigoa caovansunga
  - Chodsigoa hypsibia
  - Chodsigoa lamula
  - Chodsigoa parca
    - sous-espèce Chodsigoa parca furva
    - sous-espèce Chodsigoa parca lowei
    - sous-espèce Chodsigoa parca parca

  - Chodsigoa parva
  - Chodsigoa salenskii
  - Chodsigoa smithii
  - Chodsigoa sodalis
- genre Episoriculus
  - Episoriculus caudatus
    - sous-espèce Episoriculus caudatus caudatus
    - sous-espèce Episoriculus caudatus sacratus
    - sous-espèce Episoriculus caudatus umbrinus

  - Episoriculus fumidus
  - Episoriculus leucops
    - sous-espèce Episoriculus leucops baileyi
    - sous-espèce Episoriculus leucops leucops

  - Episoriculus macrurus
- genre Nectogale
  - Nectogale elegans - Nectogal élégant[3]
- genre Neomys
  - Neomys anomalus - Musaraigne de Miller ou Crossope de Miller[3]
  - Neomys fodiens - Crossope aquatique, Musaraigne ciliée, etc.[3]
  - Neomys teres
- genre Nesiotites
  - Nesiotites hidalgo
  - Nesiotites similis
- genre Soriculus
  - Soriculus nigrescens
    - sous-espèce Soriculus nigrescens minor
    - sous-espèce Soriculus nigrescens nigrescens